# Speomolops
Speomolops is een geslacht van kevers uit de familie van de loopkevers (Carabidae). De wetenschappelijke naam van het geslacht is voor het eerst geldig gepubliceerd in 1955 door Patrizi.

## Soorten
Het geslacht Speomolops is monotypisch en omvat slechts de volgende soort:
- Speomolops sardous Patrizi, 1955